# Bad Ischl
Bad Ischl osztrák város Felső-Ausztria Gmundeni járásában. 2018 januárjában 14 133 lakosa volt. A gyógyfürdőjéről is ismert üdülőváros Ferenc József kedvelt tartózkodási helye volt, ezért "Császárvárosként" (Kaiserstadt) is emlegetik.

## Elhelyezkedése

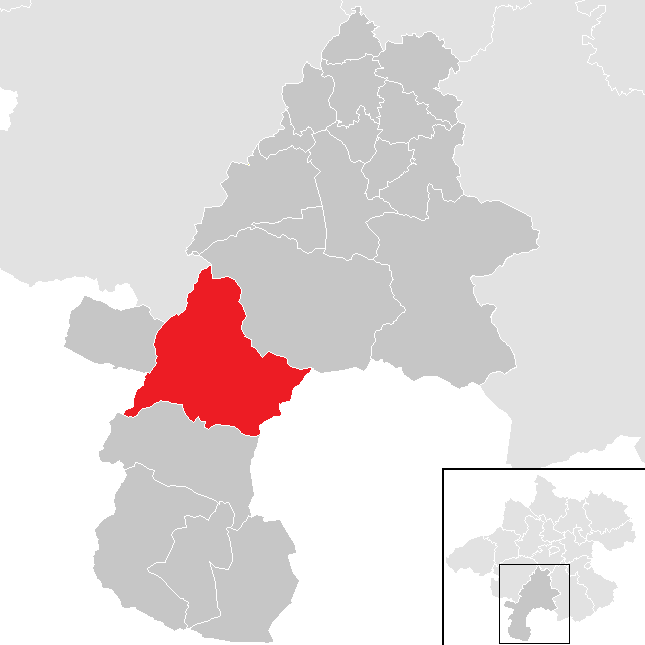
Bad Ischl a Gmundeni járásban

Bad Ischl Felső-Ausztria Traunviertel régiójában fekszik a Salzkammergut területén, az Ischl és a Traun folyók találkozásánál. Területének 71,9%-a erdő, 7,9% áll mezőgazdasági művelés alatt. Az önkormányzat 20 városrészt, illetve falut egyesít: Ahorn (603 lakos 2018-ban), Bad Ischl (1914), Eck (155), Haiden (1556), Hinterstein (105), Jainzen (747), Kaltenbach (1516), Kößlbach (85), Kreutern (806), Lauffen (181), Lindau (297), Mitterweißenbach (115), Perneck (296), Ramsau (187), Reiterndorf (2481), Rettenbach (533), Roith (381), Steinbruch (471), Steinfeld (1033) és Sulzbach (671).
A környező önkormányzatok: északkeletre Ebensee am Traunsee, délkeletre Altaussee (Stájerország), délre Bad Goisern am Hallstättersee, délnyugatra Strobl (Salzburg), nyugatra Sankt Wolfgang im Salzkammergut, északnyugatra Steinbach am Attersee.

## Története
Bad Ischl területe feltehetően már lakott volt a vaskori hallstatti és La Tène-korszakokban. A rómaiak jelenlétére és talán egy vámszedőhely meglétére két felirat (az egyik elveszett egy 18. századi templomfelújítás során) és szórványos leletek utalnak. A népvándorlás során a térség elnéptelenedett, majd szlávok és bajorok telepedtek meg. A Nagy Károly idején ismét megnövekedett népesség a honfoglaló magyarok betörései miatt részben elmenekült, de 1000 körülre ismét helyreállt a rend és újrakezdték a helyi gazdaság alapját adó sóbányák kitermelését. Ekkor a régió a Bajor Hercegség Enns fölötti őrgrófságához tartozott. A 12. század elején a stájer őrgrófok (1180-tól hercegek) terjesztették ki hatalmukat a belső Salzkammergutra, 1192-es kihalásuk után pedig birtokaikat a Babenbergek örökölték.

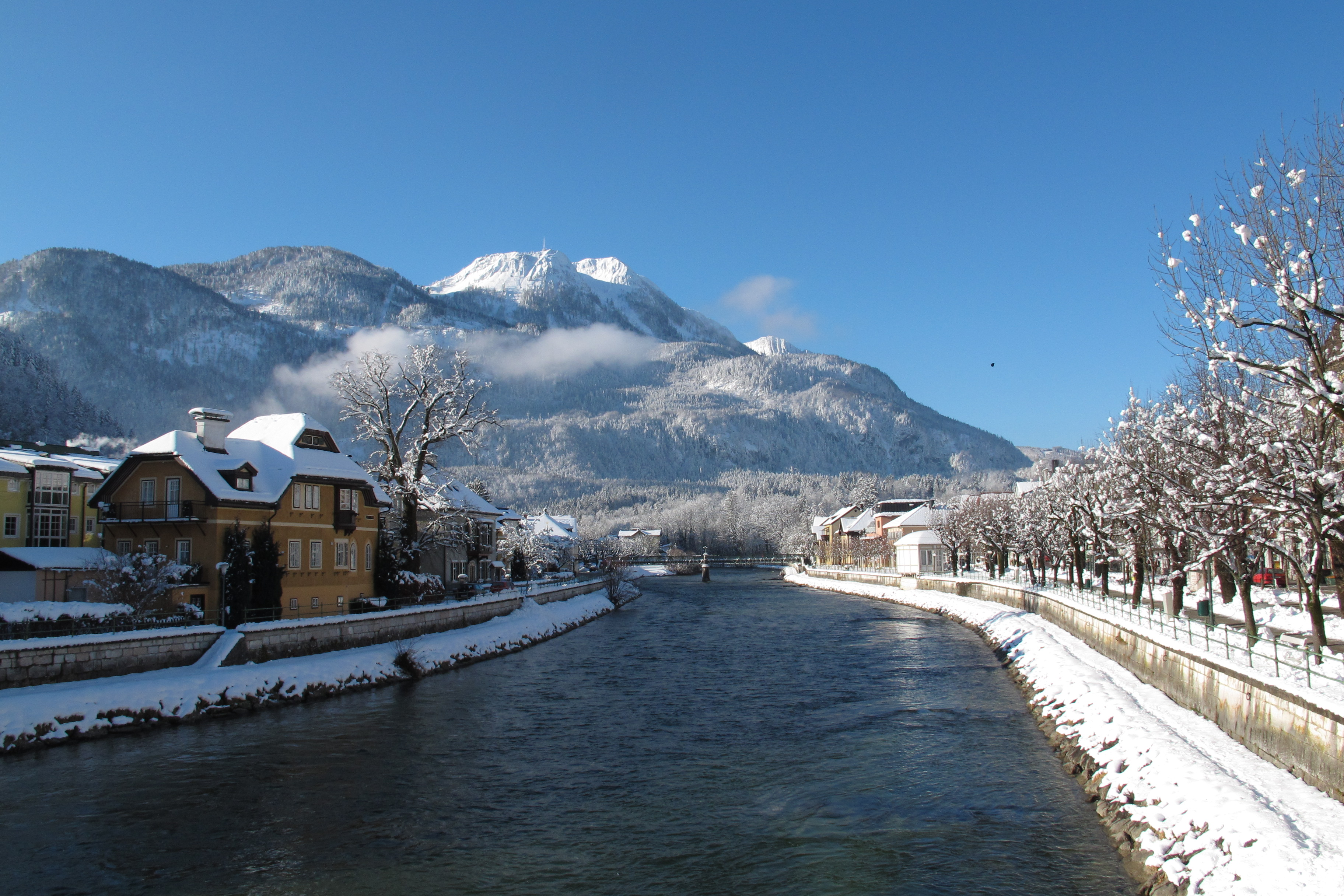
Látkép a Bad Ischl-i Traun-hídról

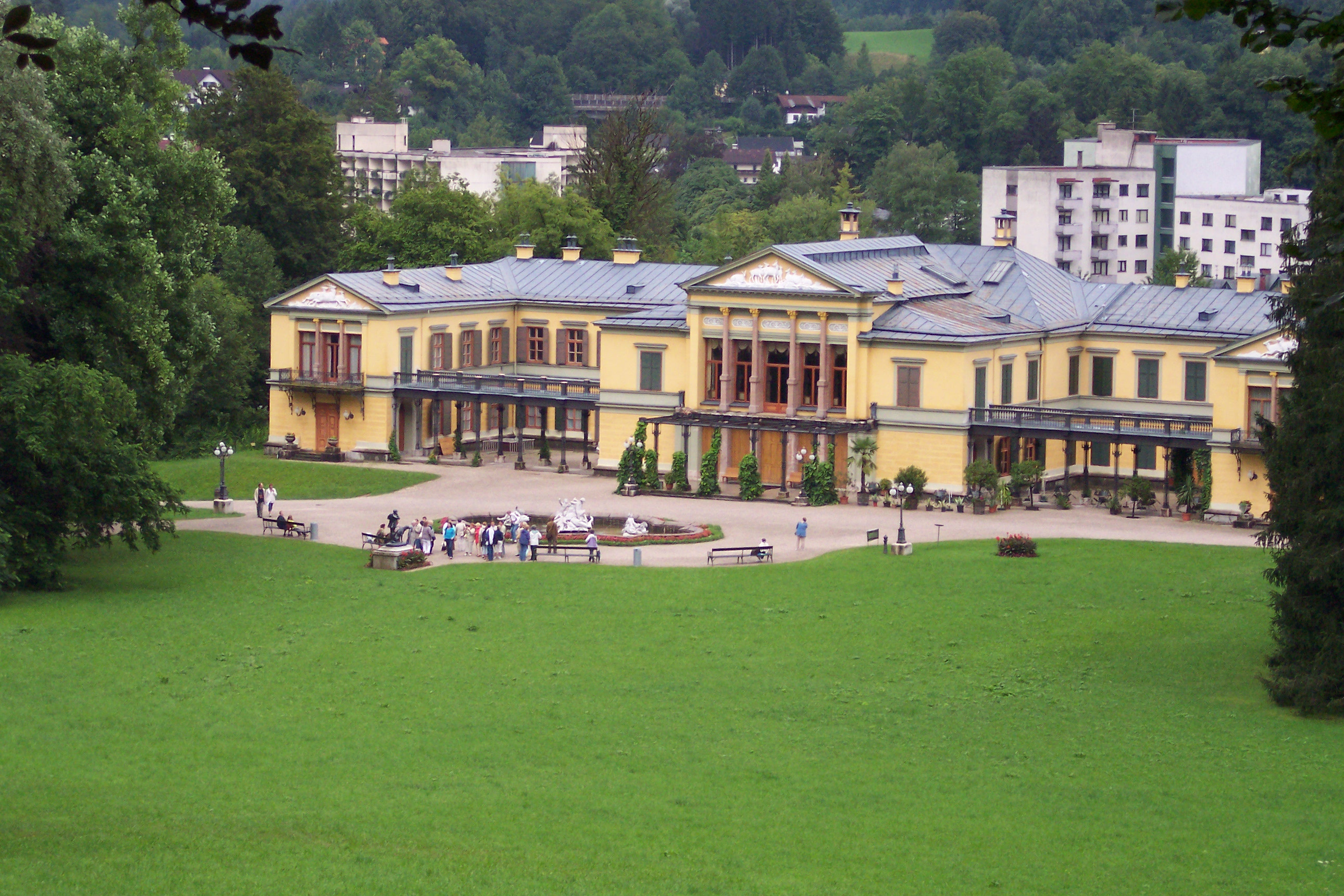
A császári villa

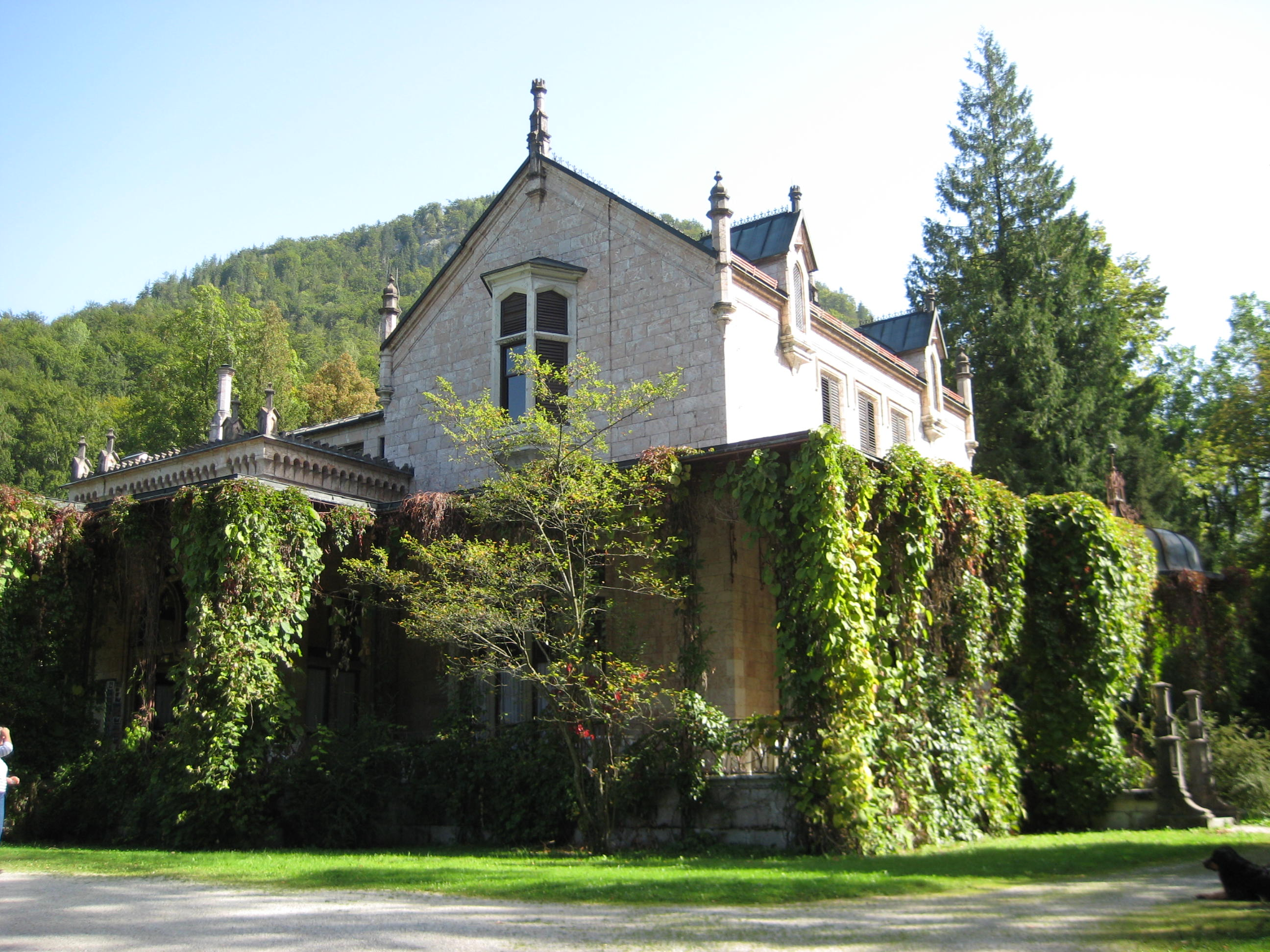
A Marmorschlössl (ma fotómúzeum).

Ischl első írásos említése 1262-ből származik Iselen formában. A Babenberg-dinasztia kihalása után az örökségükért vívott harcban a Habsburgok kerültek ki győztesen. Ischl ekkor wildensteini uradalmukhoz tartozott. 1290 körül a szomszédos Goisernben újabb sólelőhelyre bukkantak és IV. Konrád salzburgi érsek a Habsburgok sókitermelése miatt veszélyeztetve érezte saját monopóliumát. I. Albert herceg és az érsek viszálya évekig tartott. 1295-ben a főpap (aki hírét vette, hogy Albertet megmérgezték) katonáival leromboltatta a rivális sólepárlókat, de Albert nem halt meg és csapataival ő is felvonult a vitatott területen. A békét végül 1297-ben kötötték meg. 1419-től Wildenstein várából felügyelték a Habsburgok sókereskedelmét. Ekkor a régió legjelentősebb települése még Lauffen volt, amelynek I. Rudolf király 1278-ban adott mezővárosi rangot (ez volt a Salzkammergut legrégebbi mezővárosa). 1392-ben. III. Albert herceg "különleges szolgálatai" jutalmául kiváltságokat adományozott Ischlnek; III. Frigyes császár pedig 1466-ban mezővárosi rangra emelte. 1563-ban megnyitották a pernecki sóbányát, 1571-ben a lepárlót, így Ischl ezentúl már nemcsak a só kereskedelmében, hanem termelésében is fontos szerepet is játszott és jelentősége hamarosan meghaladta Lauffenét. 
A 16. században a lakosság többsége protestánssá vált és a salzburgi lutheránusok is nagy számban települtek át a Salzkammergutba. Az ellenreformáció megindulásakor kényszerítették őket a rekatolizációra; az ellenállókat bebörtönözték vagy akár kivégezték. A perneggi vár protestáns ura is elmenekült. Sokan Magyarországra vagy Erdélybe költöztek át, ahol tolerálták a hitüket. A helyben maradók másfél évszázadig titokban gyakorolták vallásukat, míg II. József 1781-es türelmi rendeletével legálissá nem tette a protestáns egyházat.

### A fürdőváros
Ischl fénykora azonban korábbi sikerei ellenére a 19. században kezdődött. 1807-ben Josef Götz már feljegyezte, hogy a sós fürdő jó hatással van a beteg bányászok egészségére. Eredményeiről 1821-ben szerzett tudomást Franz Wirer bécsi orvos, aki már a következő évben 40 (főleg külföldi) páciensének írta elő az ischli fürdőkúrát. 1823-ra a vendégek száma megduplázódott, és megkezdődött a fürdő kiépítése. Ischl hamarosan európai hírű, divatos fürdőhellyé vált. Itt kezeltette magát Metternich kancellár és Rudolf főherceg. 1827-ben elkezdték a Salzkammergut első szállodájának építését és ebben az évben látogatott ide először Ferenc Károly főherceg és felesége, Zsófia (Ferenc József szülei). 
1849-ben Ferenc József Ischlbe költöztette nyári rezidenciáját. A Seeauerhausban (ma városi múzeum) jegyezte el Wittelsbach Erzsébetet 1853-ban. Az udvarral számos híresség és művész is érkezett a mezővárosba, mint Anton Bruckner zeneszerző, aki előszeretettel hívta magát "a császárok orgonistájának"), de rendszeresen itt töltötte a nyarakat Johann Strauss, Johannes Brahms, Lehár Ferenc vagy más népszerű zenészek. A mezőváros 1906-ban felvette a Bad Ischl nevet. 1914. július 18-án a császár ischli villájában írta Népeimhez! c. kiáltáványát, amellyel hadat üzent Szerbiának és elkezdte az első világháborút. 
1920-ban Bad Ischlt hivatalosan gyógyüdülőhellyé nyilvánították. Az 1934-es náci puccskísérlet után két helyi nemzetiszocialista aktivistánál robbanóanyagot találtak és halálra ítélték őket. 1940-ben Bad Ischlt városi rangra emelték. A második világháború után a város az amerikai megszállási zónába került. A megszálló hatóság menekülttábort létesített a településen. 
Ma Bad Ischl elsősorban az idegenforgalomból él, a vendégéjszakák száma eléri az évi 385 ezret (2005).

## Lakosság
A Bad Ischl-i önkormányzat területén 2018 januárjában 14133 fő élt. A lakosságszám 1951 óta 13-14 ezer körül jár. 2016-ban a helybeliek 87,6%-a volt osztrák állampolgár; a külföldiek közül 2,9% a régi (2004 előtti), 4,4% az új EU-tagállamokból érkezett. 3% a volt Jugoszlávia (Szlovénia és Horvátország nélkül) vagy Törökország, 2,1% egyéb országok polgára. 2001-ben a lakosok 73,3%-a római katolikusnak, 9% evangélikusnak, 1,3% ortodoxnak, 4,5% mohamedánnak, 9% pedig felekezeten kívülinek vallotta magát. Ugyanekkor 33 magyar élt a városban. A legnagyobb nemzetiségi csoportokat a német (89,2%) mellett a horvátok (3,5%), a törökök (3%) és a szerbek (1,2%) alkották.
| 2016 | 13 901 |
| 2018 | 14 133 |

## Látnivalók

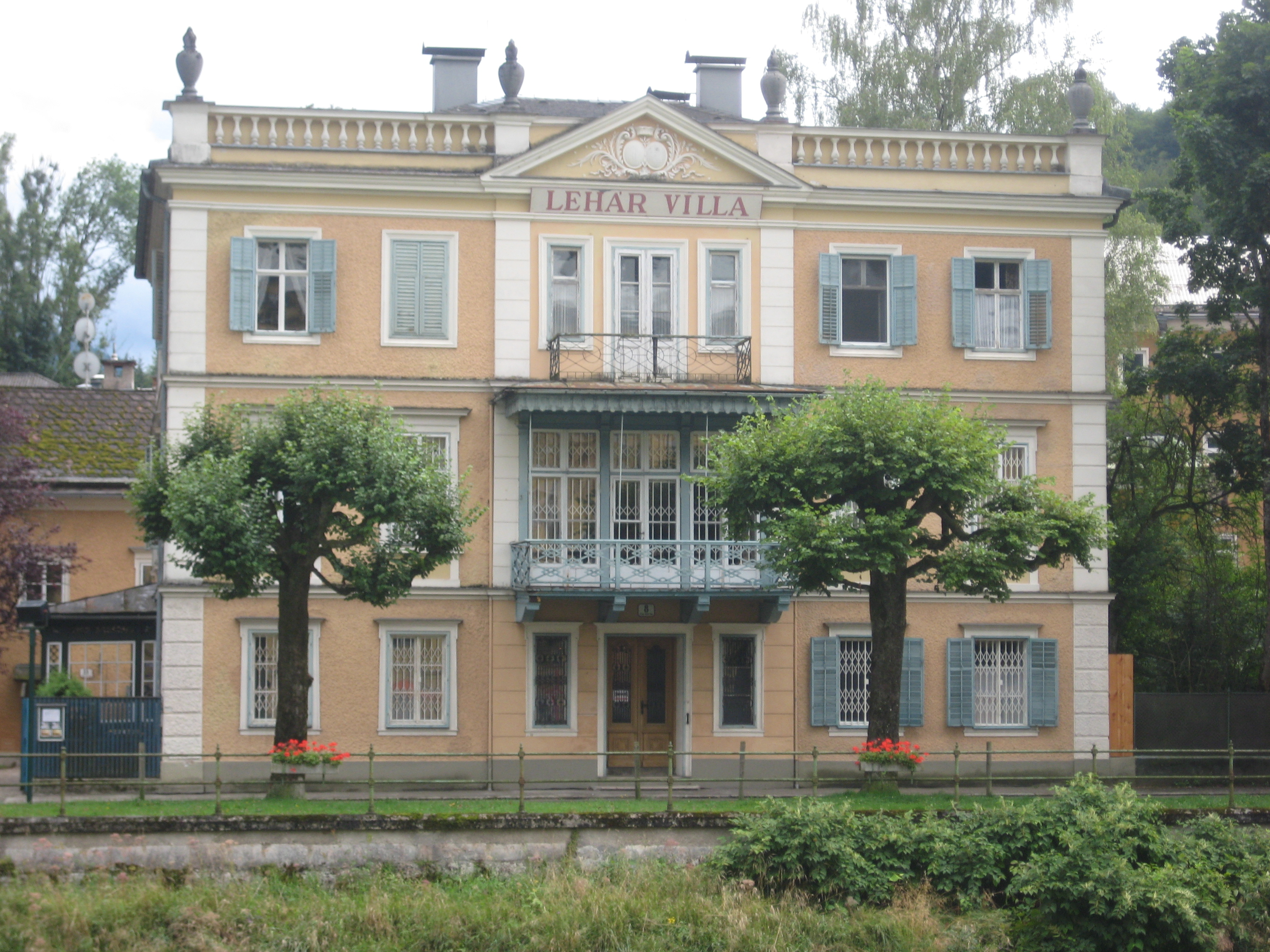
A Lehár-villa

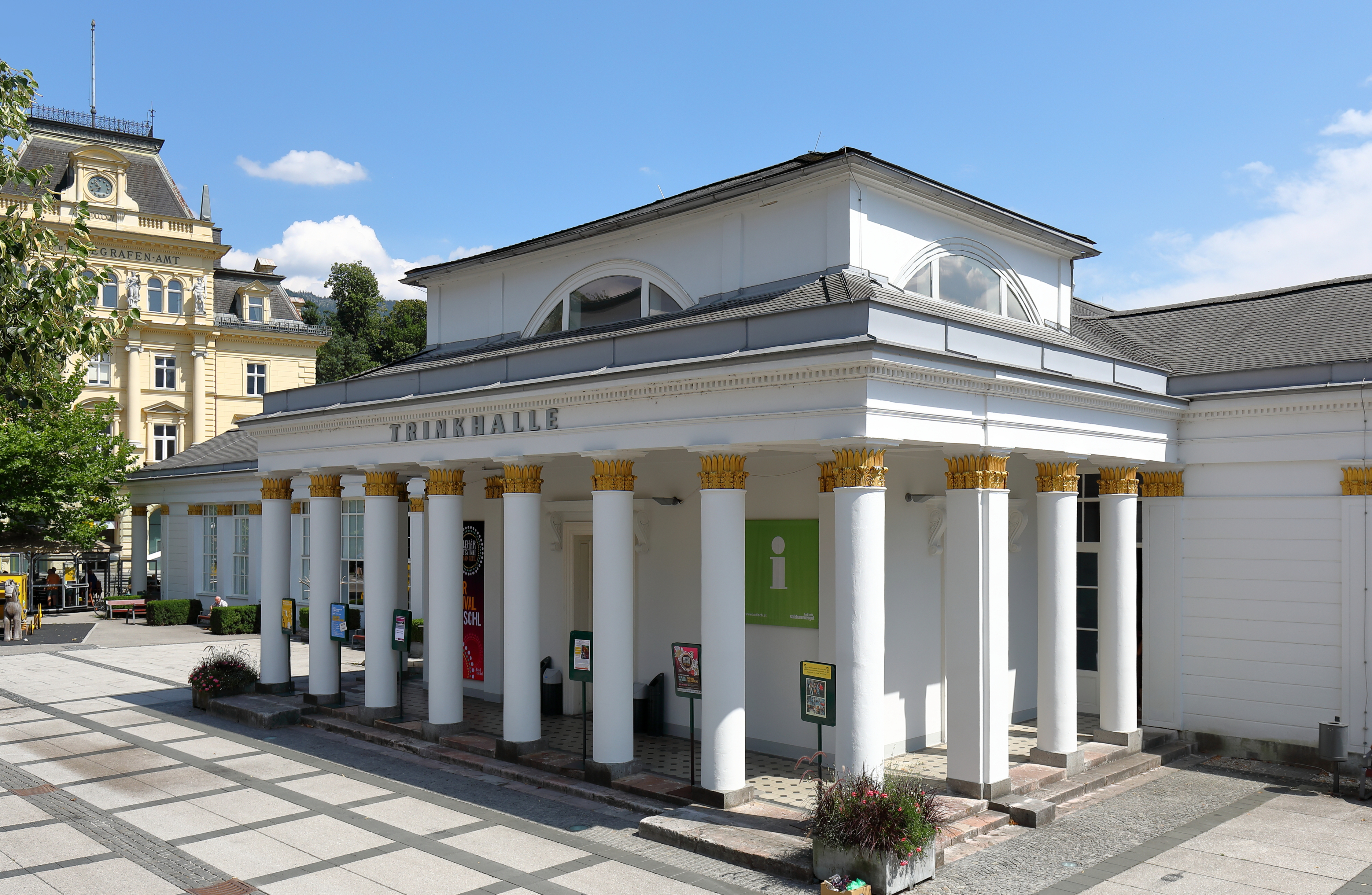
Az Ivócsarnok

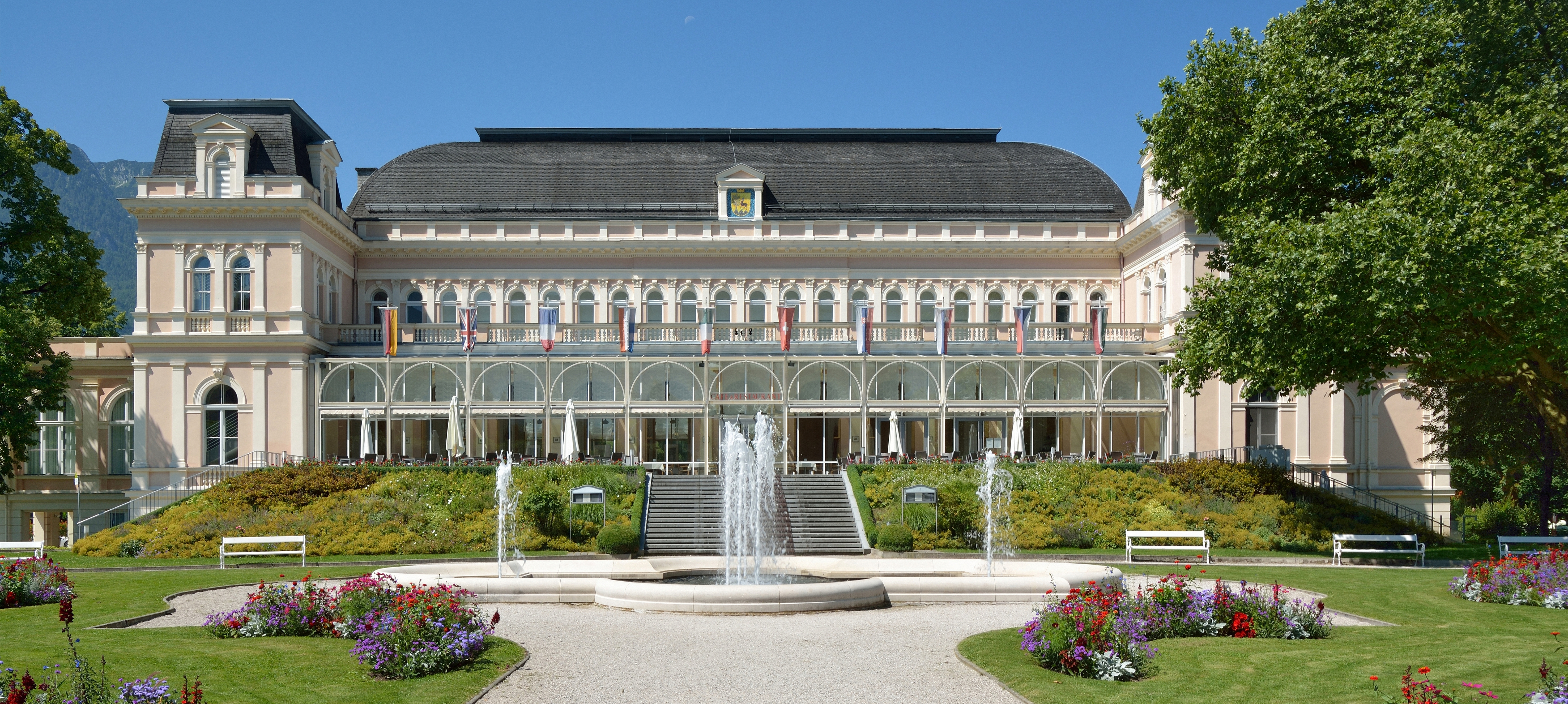
A konferenciaközpont

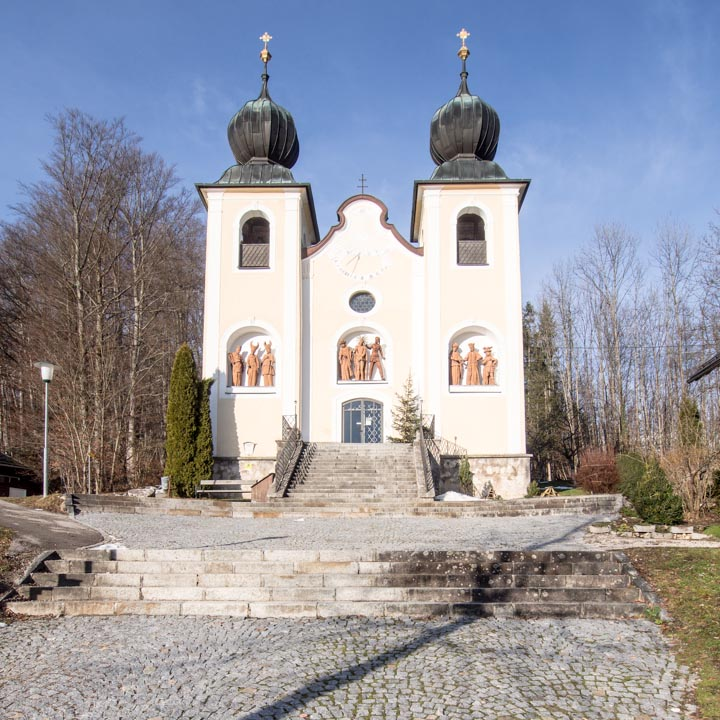
A kálváriatemplom

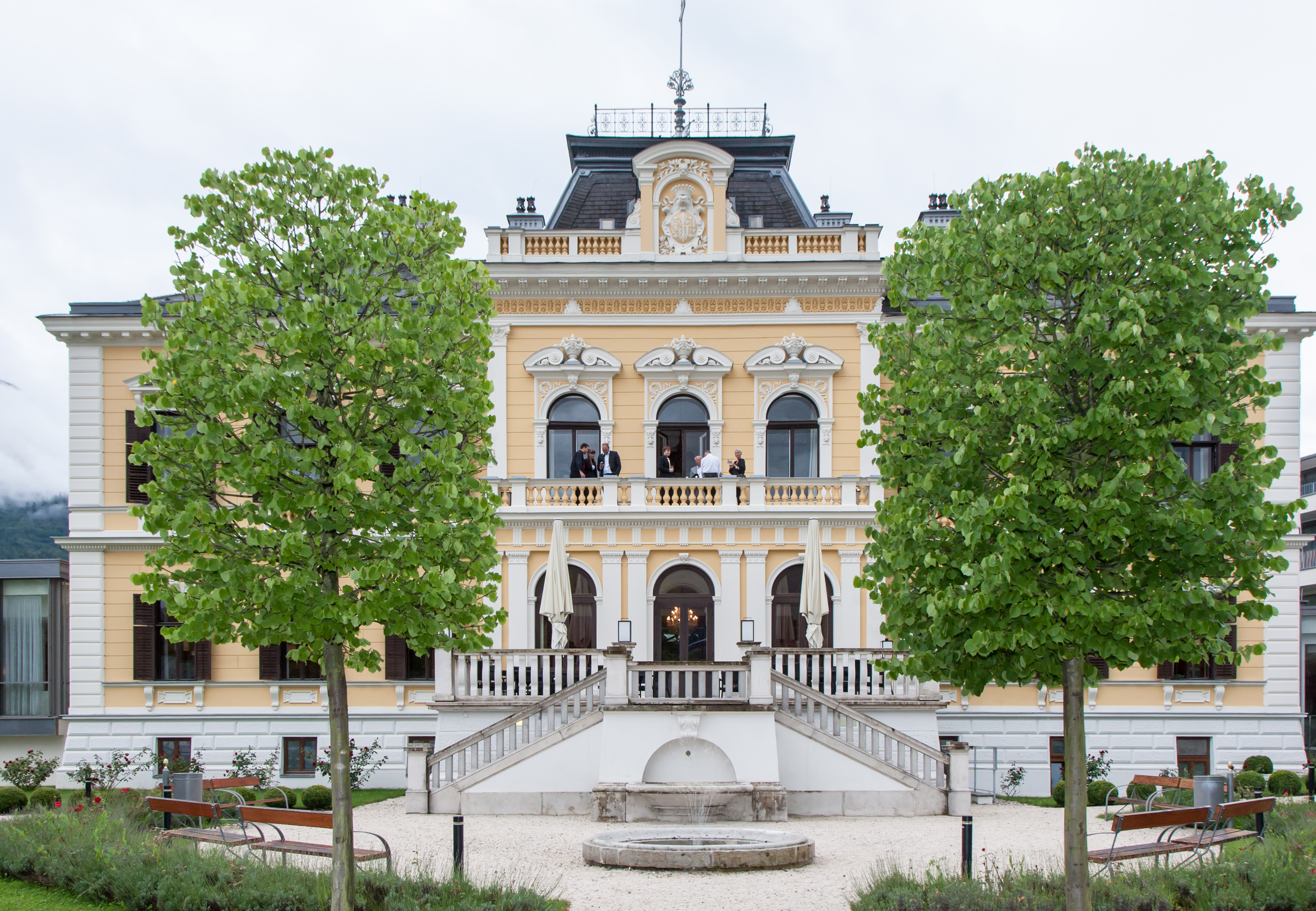
A Seilern-villa

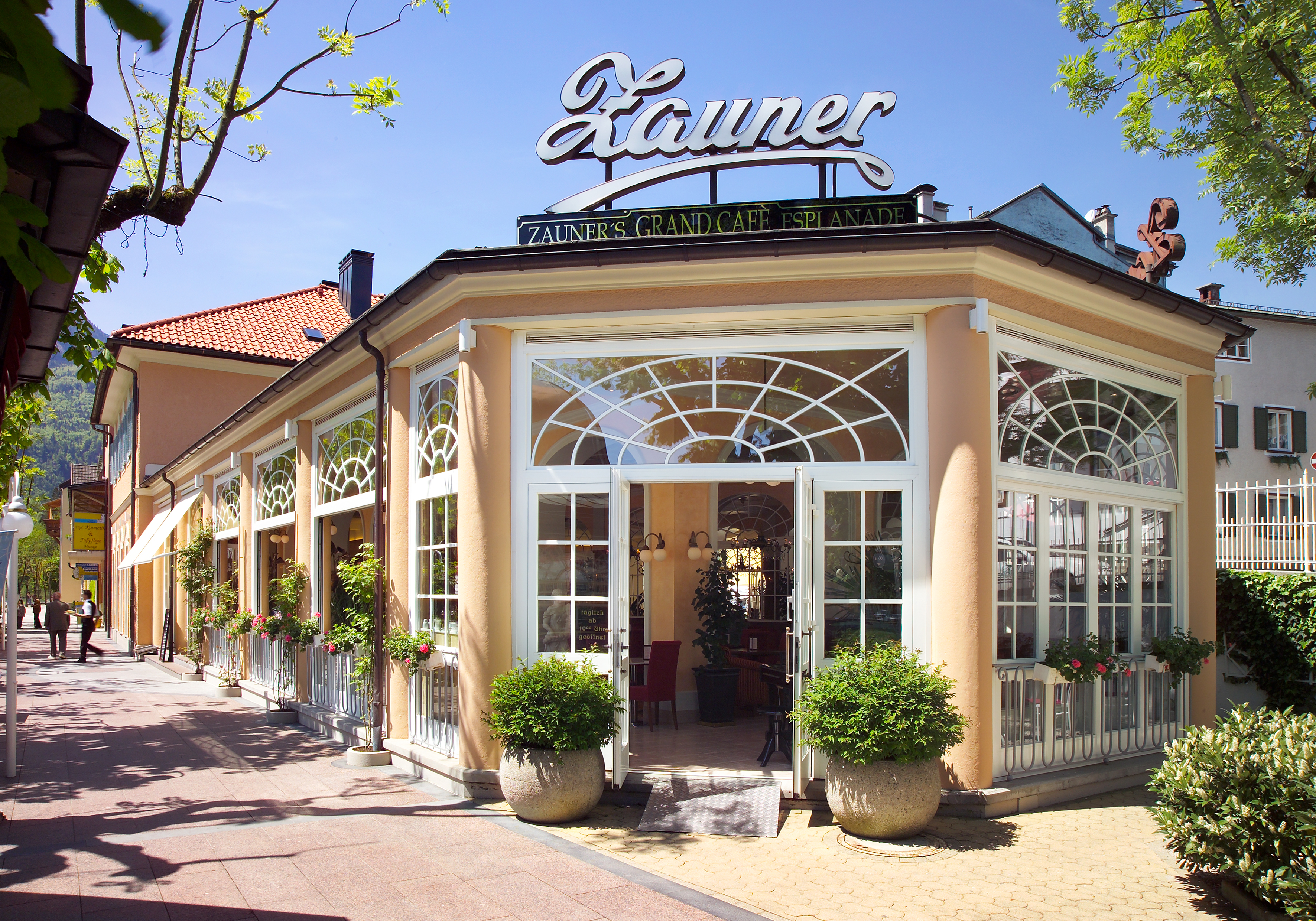
A Zauner-cukrászda

- a császári villát Ferenc József és Erzsébet nászajándékul kapta Zsófia főhercegnőtől és a következő években klasszicista stílusban jelentősen kibővítették. Ma múzeum, vezetéssel látogatható.
- a városi múzeum a volt Hotel Austria épületében
- a Lehár-villa, Lehár Ferenc volt lakóhelye
- a közlekedési és repülési múzeum
- a fotómúzeum a Marmorschlösslben (Sissi egykori teaházában)
- az Ischlerbahn szabadtéri múzeum
- a Szt. Miklós-plébániatemplomot 1344-ben említik először. Tornya 1490-ben, hajója 1771–1780 között épült. Az oltárkép a neves festő, Leopold Kupelwieser (1847–1851) műve.
- az evangélikus templom 1879-ben készült el
- a kálváriatemplom 1704–1706 között épült, 1779-ben kibővítették
- a keresztkápolna 1726-ból
- Pfandl Szűz Mária-plébániatemploma
- Lauffen Szűz Mária mennybevétele-plébániatemploma 15. századi
- a Kongress & Theaterhaus 1875-ben épült
- a klasszicista Lehár-mozi
- az Ivócsarnok (Trinkhalle)
- a Seilern-villa
- a Blumenthal-villát 1893-ban szétszedték és elszállították a chicagói világkiállításra
- a Zauner-cukrászdában találták fel az isler süteményt (amelyet a városról neveztek el)
- Wildenstein várának romjai

## Rendezvények
- minden évben augusztus 18-án megünneplik Ferenc József születésnapját. A városban hagyományőrző katonai felvonulást rendeznek; az ünnepi misén a politikai és egyházi élet szereplői, és a Habsburg-Lotaringiai ház tagjai vesznek részt.
- a Liachtbratlmontag-ot a Szt. Mihály napja (szeptember 29.) utáni első hétfőn ünneplik és része Ausztria szellemi világörökségének. Ezen a napon - a hagyomány szerint - a munkaadók a nyáron, a világítással megspórolt pénzből meghívják disznósültre ( Bratl, Schweinebraten) a dolgozóikat. A hagyomány a mai napig életben van.
- a Glöcklerlauf felvonulását Vízkereszt előtti estén (január 5.) tartják
- vadmadárkiállítás a salzkammerguti szárnyasvadászat keretében
- a Sózenekar (Salinenmusikkapelle) a 125 éves hagyománynak megfelelően a nyár tíz keddjén fürdőkoncerteket tart. A zenekar advent első vasárnapján a Szt. Borbála-gálaünnepségen lép fel.
- Bad Ischl-i nemzetközi kórusverseny
- Lehár-fesztivál(operettfesztivál)

## Híres Bad Ischl-iek
- Helmut Berger (1944–) színész
- Andrea Limbacher (1989–) világbajnok síkrossz versenyző
- Wolfgang Loitzl (1980–) olimpiai és világbajnok síugró.
- Wilhelm von Mirbach-Harff (1871–1918) moszkvai német nagykövet, akit eszer aktivisták meggyilkoltak
- Rudolf Nierlich (1966–1991) világbajnok alpesi síző
- Habsburg–Toscanai Hedvig főhercegnő (1896–1970), Ferenc József unokája
- Harald Reinl (1908–1986) filmrendező
- Otto Stapf (1857–1933) botanikus

## Testvértelepülések
- Opatija (Horvátország)
- Gödöllő (Magyarország)
- Szarajevó (Bosznia-Hercegovina)

## Fordítás
- Ez a szócikk részben vagy egészben  a   Bad Ischl című német Wikipédia-szócikk ezen változatának fordításán alapul.  Az eredeti cikk szerkesztőit annak laptörténete sorolja fel. Ez a jelzés csupán a megfogalmazás eredetét és a szerzői jogokat jelzi, nem szolgál a cikkben szereplő információk forrásmegjelöléseként.